# Margareta Sjögren
Margareta Sjögren(-Olsson), född 1 juli 1919 i Madesjö, Småland, död 22 december 1996 i Stockholm, var en svensk författare och journalist.
Sjögren var anställd på Expressen 1944–1953 och på Svenska Dagbladet från 1953, där hon bland annat recenserade balett. Hon var gift med författaren Jan Olof Olsson (Jolo) från 1945 till hans död 1974 och är mor till Vibeke Olsson. Aldrig mer skrev hon efter makens död och det är en självbiografisk skildring av sorgearbetet. Makarna är begravda på Lidingö kyrkogård.